# WD 1145+017
WD 1145 + 017  (también conocido como EPIC 201563164 ) es una estrella enana blanca ubicada aproximadamente a 570 años luz (170 pc) de la Tierra en la constelación de  Virgo. Es la primera enana blanca que se observa con un objeto de masa planetaria en tránsito que orbita a su alrededor.